# Capybara Games
Capybara Games es un estudio independiente de videojuegos con sede en Toronto, Canadá. Sus desarrollos están dirigidos a iPhone, Nintendo DS y juegos descargables. El estudio fue fundado en 2003.

## Juegos desarrollados
| Título                             | Año Lanzamiento | Plataforma(s)                                                         | Publicador        |
| ---------------------------------- | --------------- | --------------------------------------------------------------------- | ----------------- |
| S.M.A.B.U: Earth Wars              | 2005            | Mobile                                                                | Capybara Games    |
| Super Shove IT!                    | 2006            | Mobile                                                                | Starwave Mobile   |
| Monkey On Your Back                | 2006            | Mobile                                                                | Infusio           |
| Manic Medic AKA Take Yer Meds!     | 2006            | Mobile                                                                | Infospace         |
| Critter Crunch                     | 2008            | iOS                                                                   | Disney/Starwave   |
| Critter Crunch                     | 2009/2012       | PlayStation Network, Microsoft Windows, Mac OS X                      | Capybara Games    |
| Might and Magic: Clash of Heroes   | 2009/2011       | Nintendo DS, Xbox Live Arcade, PlayStation Network, Microsoft Windows | Ubisoft           |
| Superbrothers: Sword & Sworcery EP | 2011/2012       | iOS, Android, Microsoft Windows, Linux, Mac OS X                      | Capybara Games    |
| Super Time Force                   | 2014            | Xbox Live Arcade, Xbox One, Steam, Windows                            | Capybara Games    |
| Below                              | 2018            | Xbox One, Steam                                                       | Microsoft Studios |
| Grindstone                         | 2019            | iOS, macOS, Nintendo Switch, Windows                                  | Capybara Games    |
| Battle Vision Network              | 2025            | Windows                                                               | Capybara Games    |